# Alexandru Mitriță
Alexandru Mitriță (Craiova, 8 de febrero de 1995) es un futbolista rumano que juega en la demarcación de centrocampista para el Zhejiang Professional F. C. de la Superliga de China.

## Selección nacional
Tras jugar con la sub-17, la sub-19 y la sub-21, finalmente debutó con la selección absoluta el 24 de marzo de 2018 en un partido amistoso contra Israel que finalizó con un resultado de 1-2 a favor del combinado rumano tras los goles de Nicolae Stanciu y George Țucudean para Rumania, y de Tomer Hemed para Israel.

### Goles internacionales
| # | Fecha                   | Estadio                             | Oponente    | Gol | Resultado | Competición                         |
| - | ----------------------- | ----------------------------------- | ----------- | --- | --------- | ----------------------------------- |
| 1 | 12 de octubre de 2019   | Tórsvøllur, Tórshavn, Islas Feroe   | Islas Feroe | 0-2 | 0-3       | Clasificación para la Eurocopa 2020 |
| 2 | 15 de octubre de 2019   | Arena Națională, Bucarest, Rumania  | Noruega     | 1–0 | 1-1       | Clasificación para la Eurocopa 2020 |
| 3 | 11 de octubre de 2021   | Stadionul Steaua, Bucarest, Rumania | Armenia     | 1–0 | 1-0       | Clasificación para el Mundial 2022  |
| 4 | 9 de septiembre de 2024 | Stadionul Steaua, Bucarest, Rumania | Lituania    | 3–1 | 3-1       | Liga de Naciones de la UEFA 2024-25 |

## Clubes
| Club                            | País           | Año       | Partidos | Goles |
| ------------------------------- | -------------- | --------- | -------- | ----- |
| CS Turnu Severin                | Rumania        | 2011-2012 | 5        | 0     |
| F. C. Viitorul Constanța        | Rumania        | 2013      | 10       | 0     |
| FCSB (cedido)                   | Rumania        | 2013-2014 | 1        | 0     |
| F. C. Viitorul Constanța        | Rumania        | 2014-2015 | 42       | 8     |
| Delfino Pescara 1936            | Italia         | 2015-2017 | 37       | 2     |
| CS Universitatea Craiova        | Rumania        | 2017-2019 | 60       | 19    |
| New York City F. C.             | Estados Unidos | 2019-2020 | 49       | 18    |
| Al-Ahli Saudi F. C. (cedido)    | Arabia Saudita | 2020-2021 | 30       | 4     |
| PAOK de Salónica F. C. (cedido) | Grecia         | 2021-2022 | 38       | 3     |
| Al-Raed (cedido)                | Arabia Saudita | 2022-2023 | 28       | 6     |
| CS Universitatea Craiova        | Rumania        | 2023-2025 | 81       | 37    |
| Zhejiang Professional F. C.     | China          | 2025-     | 1        | 2     |

## Palmarés

### Campeonatos nacionales
| Título          | Club                     | País    | Año  |
| --------------- | ------------------------ | ------- | ---- |
| Copa de Rumania | CS Universitatea Craiova | Rumania | 2018 |